# Пуххайм
Пуххайм (нем. Puchheim) — город в Германии, в земле Бавария. 
Подчиняется административному округу Верхняя Бавария. Входит в состав района Фюрстенфельдбрукк.  Население составляет 19 769 человек (на 31 декабря 2010 года). Занимает площадь 12,23 км². Официальный код  —  09 1 79 145.
Город подразделяется на 2 городских района.

## Фотографии

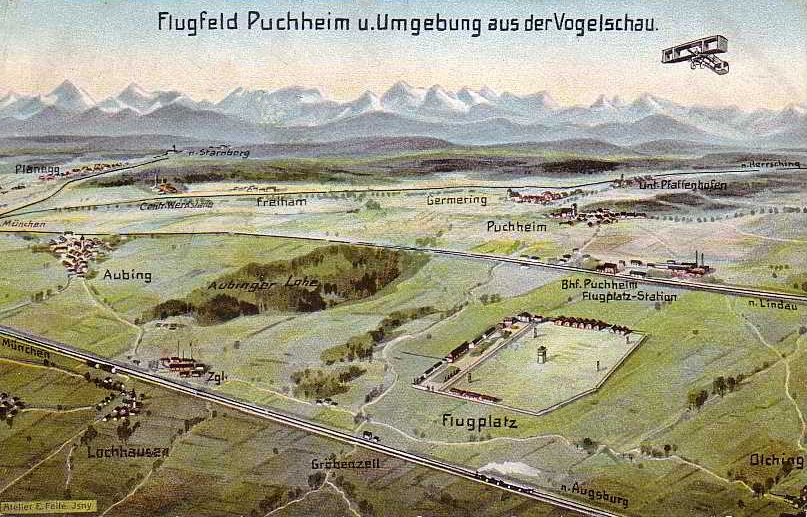
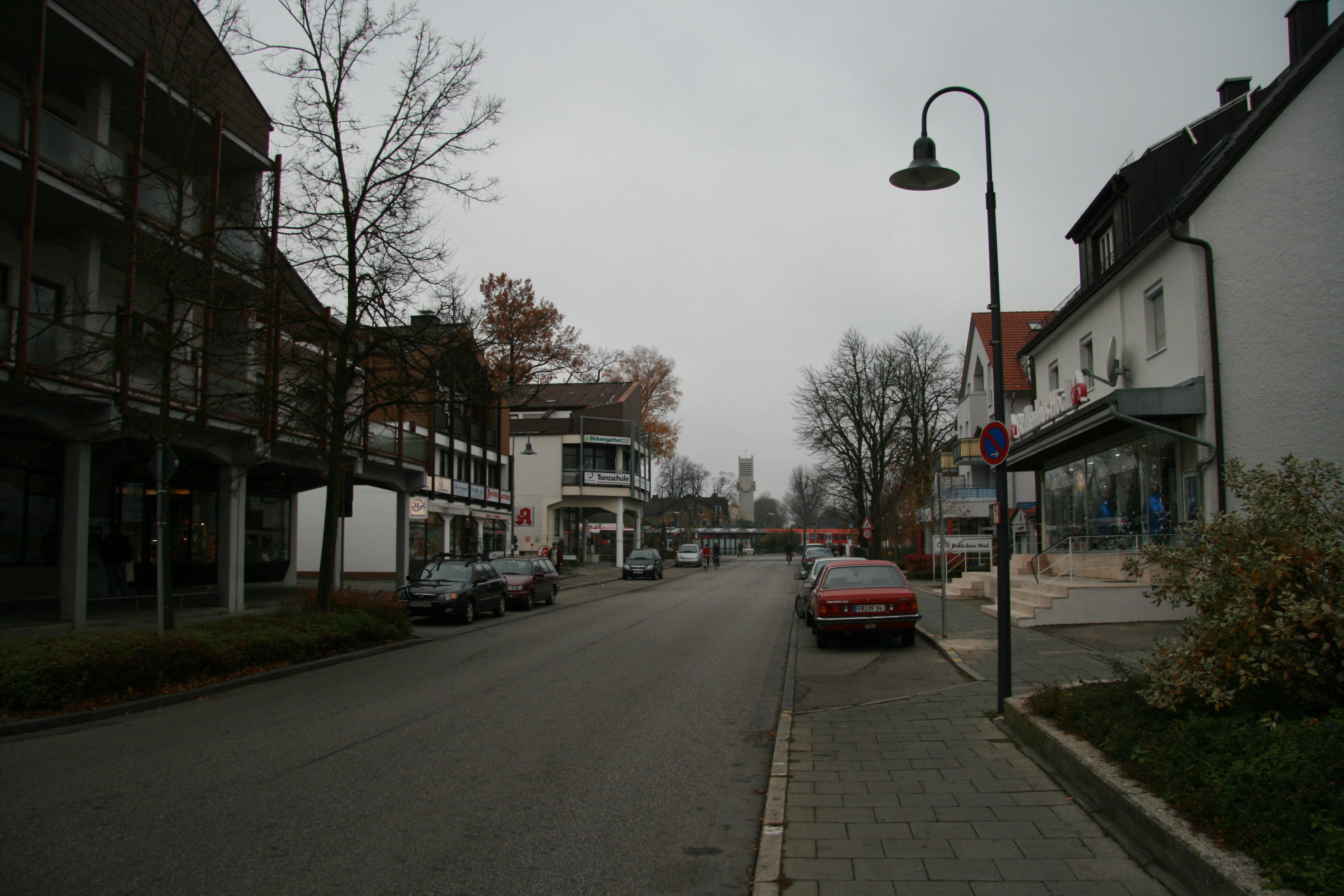
Вокзал
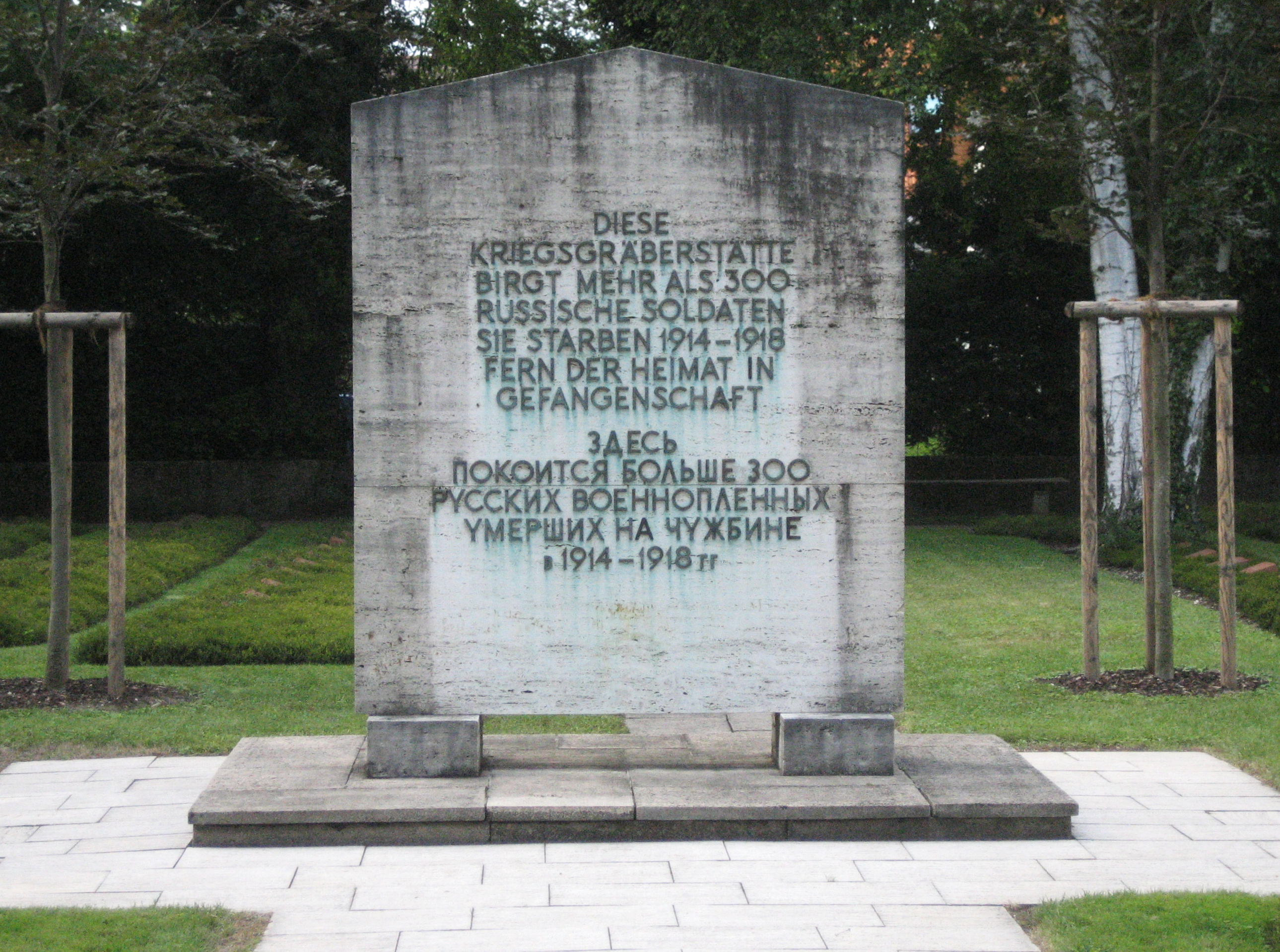